# Darren Walsh (instruktør)
 For alternative betydninger, se Darren Walsh. (Se også artikler, som begynder med Darren Walsh)
Darren Walsh var en britisk instruktør, skribent, og stemmeskuespiller Han er bedst kendt fra sin komedie serie Angry Kid.